# SN 2006df
SN 2006df – supernowa typu IIn odkryta 16 czerwca 2006 roku w galaktyce A214957+3201. W momencie odkrycia miała maksymalną jasność 19,50m.